# Rajd des Garrigues – Languedoc-Roussillon 1989
Rajd des Garrigues – Languedoc-Roussillon 1989 (10. Rallye des Garrigues – Languedoc-Roussillon) – 10. edycja rajdu samochodowego Rajd des Garrigues – Languedoc-Roussillon rozgrywanego we Francji. Rozgrywany był od 2 do 4 czerwca 1989 roku. Była to dziewiętnasta runda Rajdowych Mistrzostw Europy w roku 1989 (rajd miał najwyższy współczynnik – 20). Składał się z 21 odcinków specjalnych.

## Klasyfikacja rajdu
| Miejsce                      | Kierowca                     | Pilot                        | Samochód                     | Czas                         | Strata                       |                              |
| Klasyfikacja generalna i ERC | Klasyfikacja generalna i ERC | Klasyfikacja generalna i ERC | Klasyfikacja generalna i ERC | Klasyfikacja generalna i ERC | Klasyfikacja generalna i ERC | Klasyfikacja generalna i ERC |
| ---------------------------- | ---------------------------- | ---------------------------- | ---------------------------- | ---------------------------- | ---------------------------- | ---------------------------- |
| 1.                           | Bruno Saby                   | Daniel Grataloup             | Lancia Delta Integrale       | 6:08:14                      | 0,0                          |                              |
| 2.                           | Yves Loubet                  | Jean-Marc Andrié             | Lancia Delta Integrale       | 6:08:53                      | +39                          |                              |
| 3.                           | François Chatriot            | Michel Périn                 | BMW M3 E30                   | 6:10:49                      | +2:35                        |                              |
| 4.                           | Pierre-César Baroni          | Michel Rousseau              | Ford Sierra RS Cosworth      | 6:18:10                      | +9:56                        |                              |
| 5.                           | François Delecour            | Christian Gilbert            | Peugeot 309 GTI              | 6:25:23                      | +17:09                       |                              |
| 6.                           | Christine Driano             | Marie-Christine Lallement    | Citroën AX Sport             | 6:25:25                      | +17:11                       |                              |
| 7.                           | Francis Vincent              | Willy Huret                  | BMW M3 E30                   | 6:36:43                      | +28:29                       |                              |
| 8.                           | Philippe Touren              | Albert Neyron                | Peugeot 205 GTI 1.9          | 6:39:13                      | +30:59                       |                              |
| 9.                           | Jean-Marc Ivens              | Philippe Croquesel           | Peugeot 205 Rallye           | 6:43:22                      | +35:08                       |                              |
| 10.                          | Alain Oreille                | Gilles Thimonier             | Renault 5 GT Turbo           | 6:45:21                      | +37:07                       |                              |